# مزارهای سلجوقی اخلاط

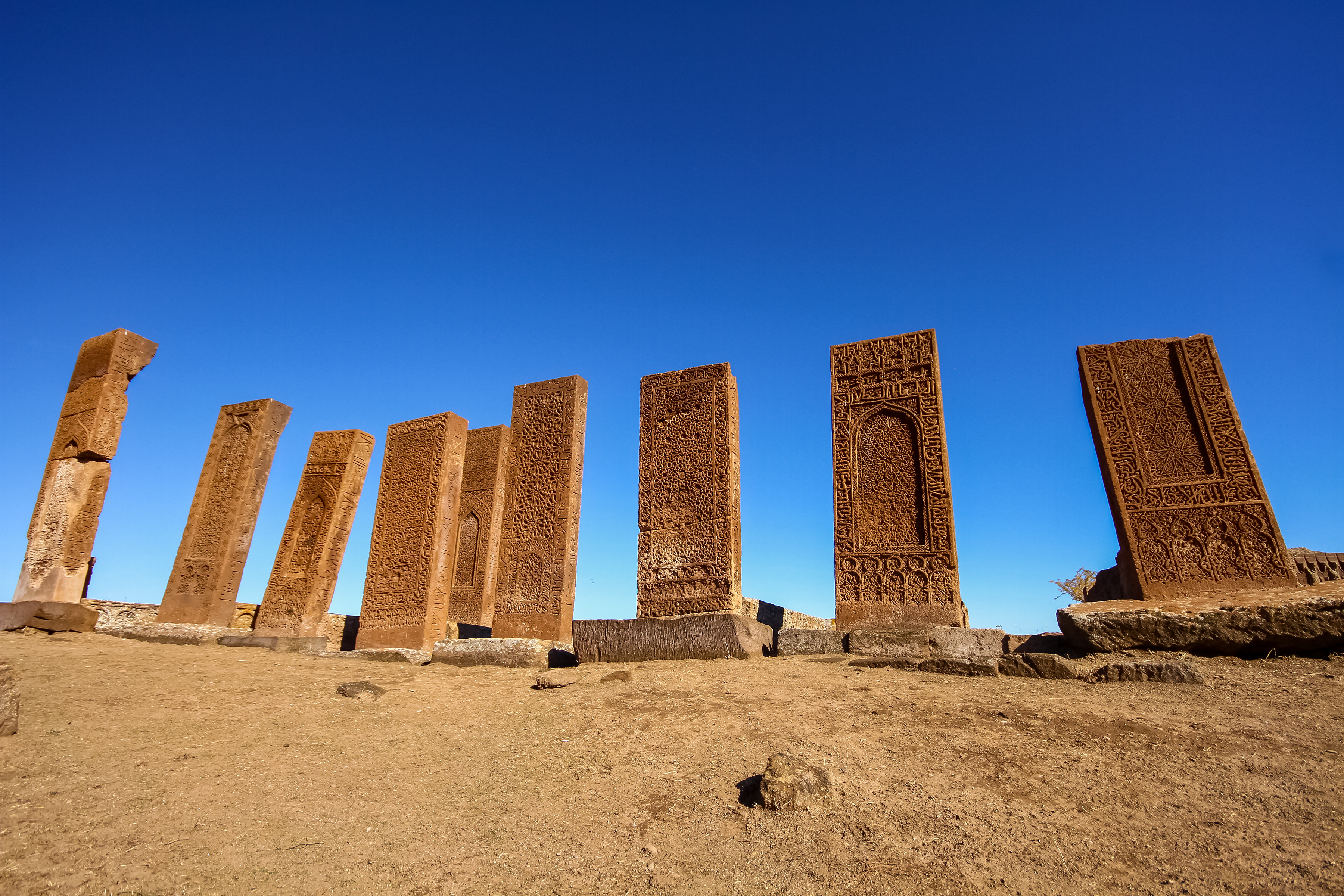

مزارهای سلجوقی اَخلاط، یک قبرستان دوره سلجوقی است که در منطقه اَخلاط (در ترکیه کنونی) واقع شده‌است. این سازه‌ها یک موزه در فضای باز هستند که شامل گورهای معماری قرون وسطایی در فلات آناتولی است. سنگ‌قبرها در اطراف گورستان میدان شهر و در محله‌های قدیمی اخلاط واقع شده‌اند. این سازه‌ها بزرگتر از آرامگاه معمول بوده، ارتفاع آنها به ۳٫۵۰ متر می‌رسد و در هر طرف دارای تزئینات هستند. این سایت در تاریخ ۲۵ فوریه ۲۰۰۰ در گروه فرهنگی به فهرست آزمایشی میراث جهانی یونسکو افزوده شد.

## نگارخانه

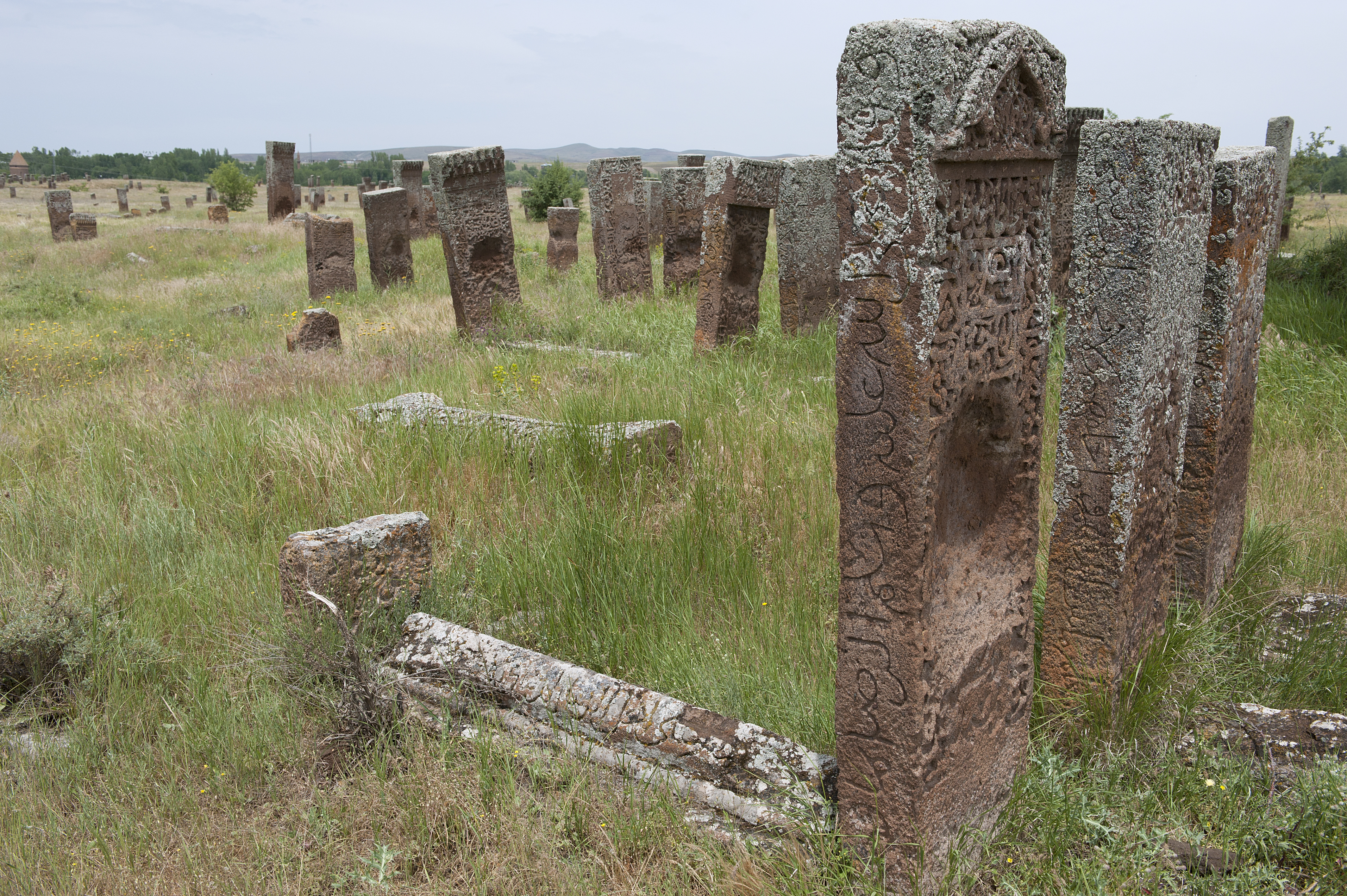
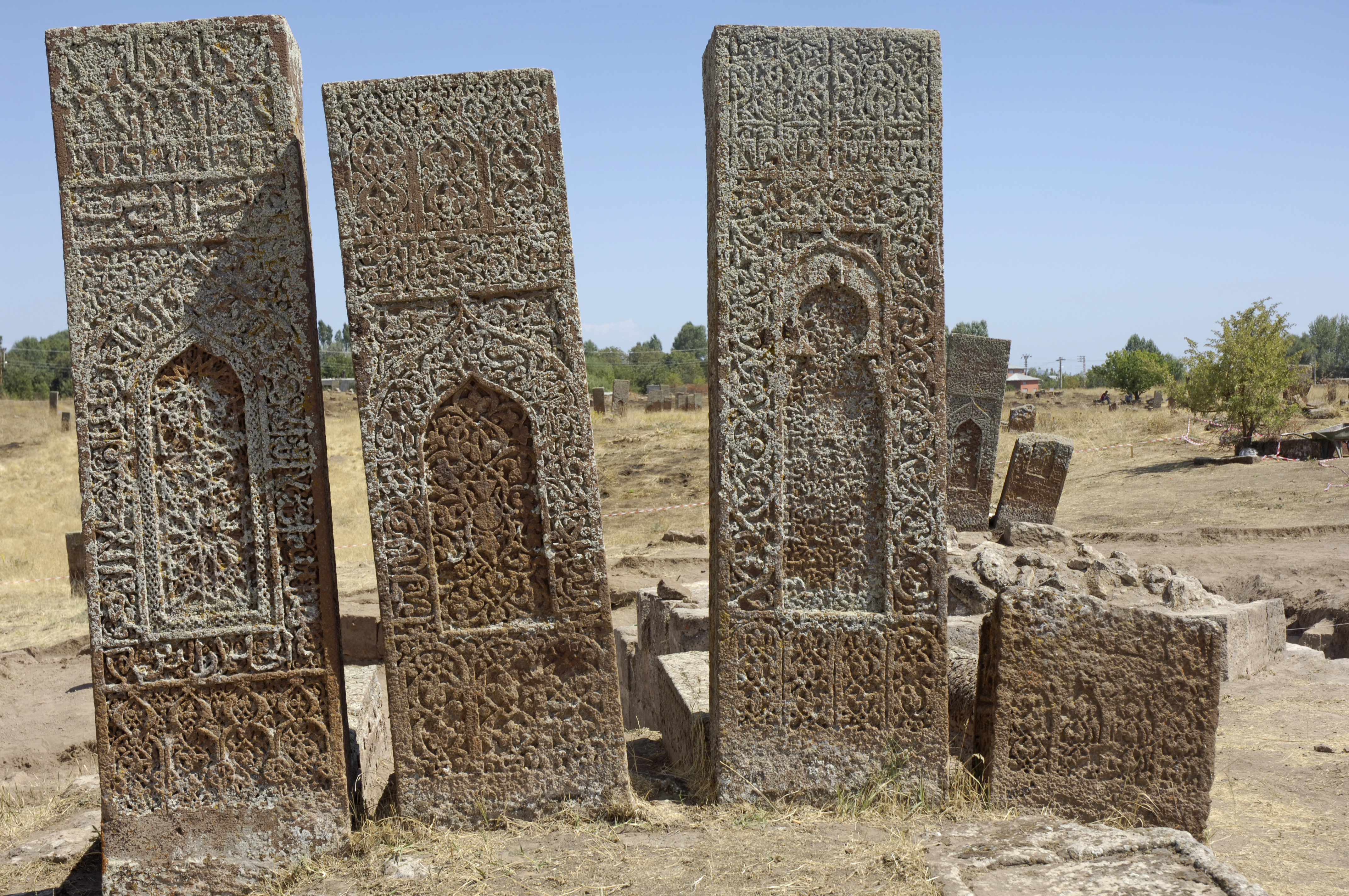
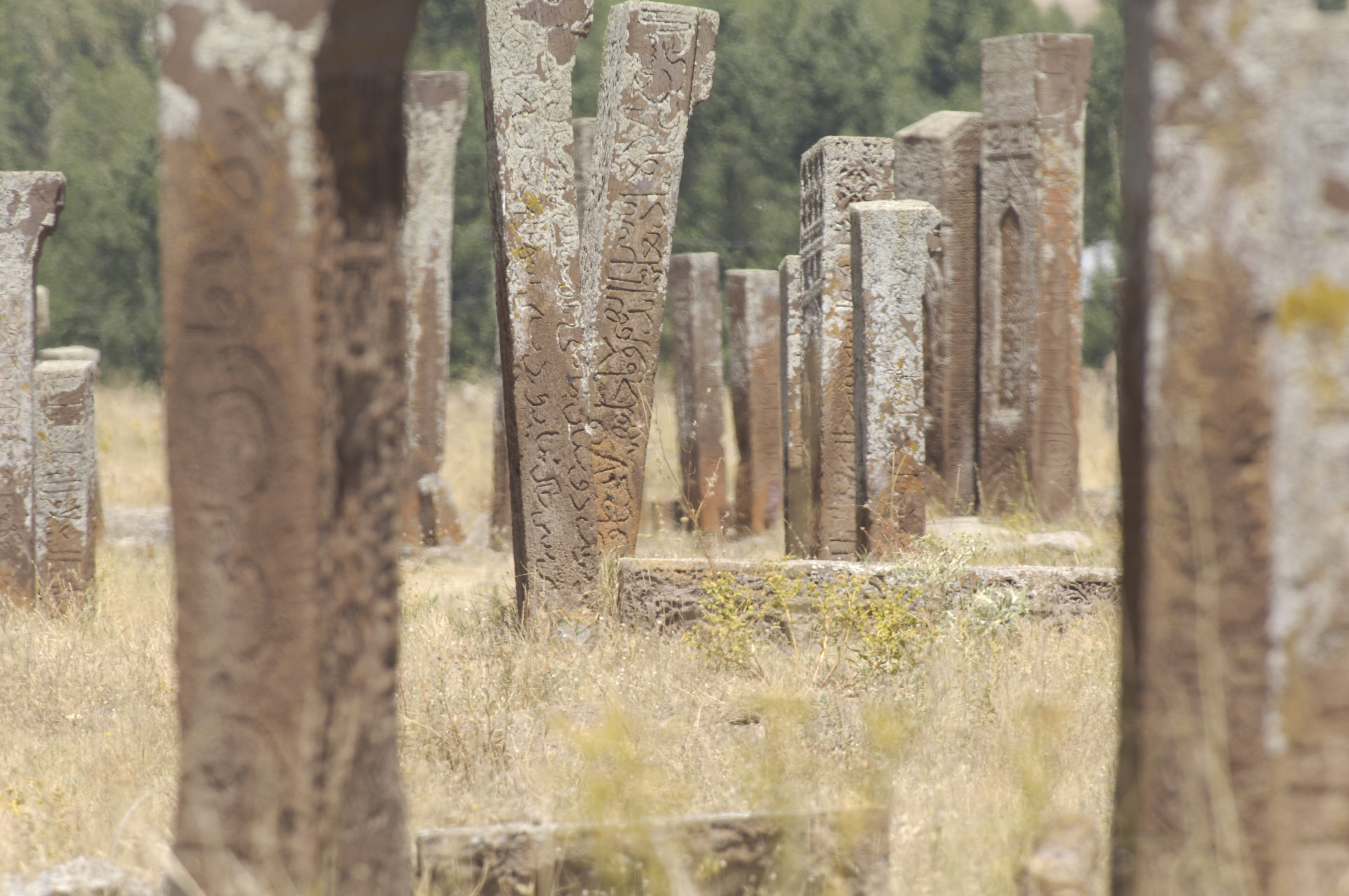
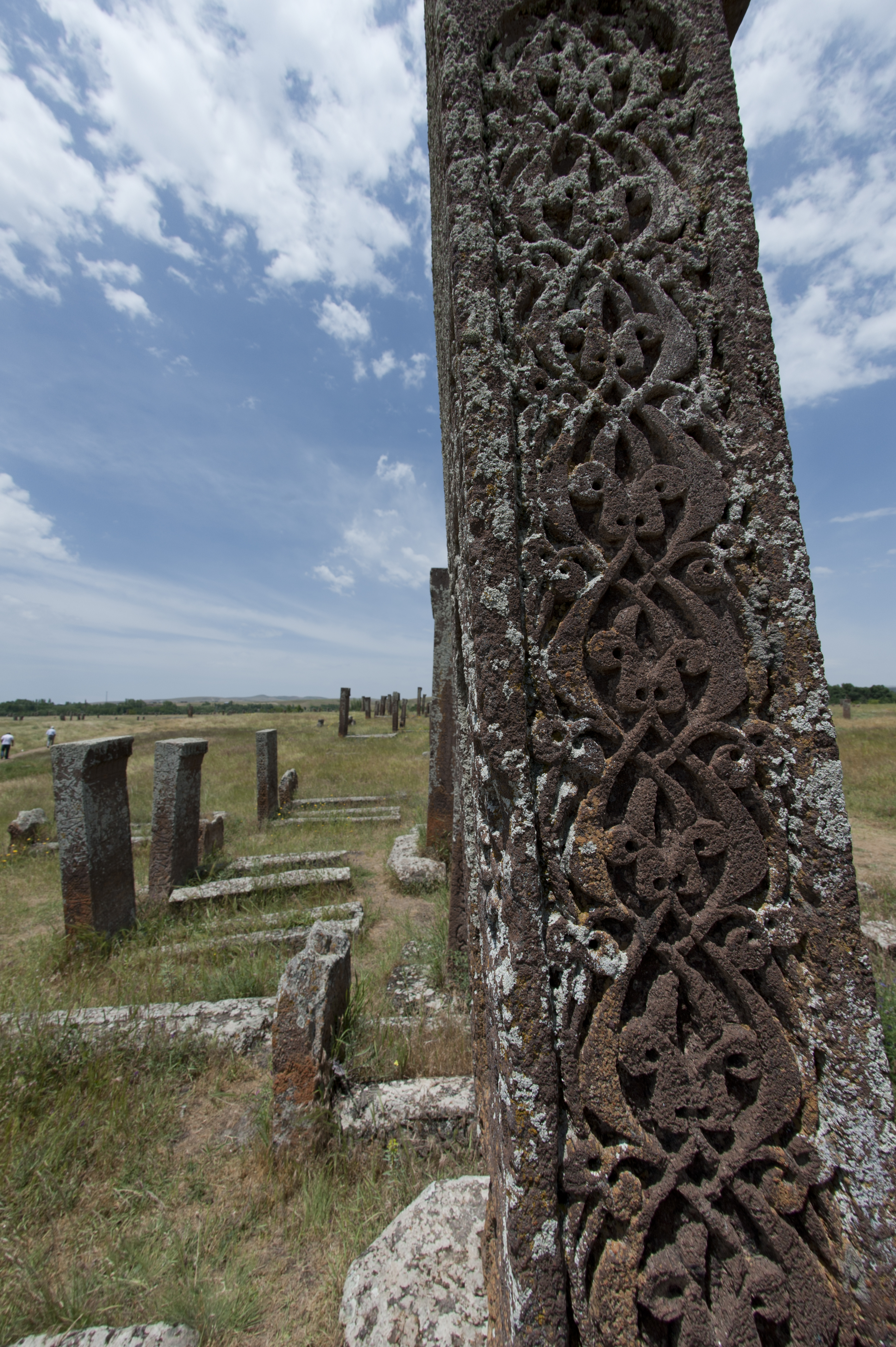
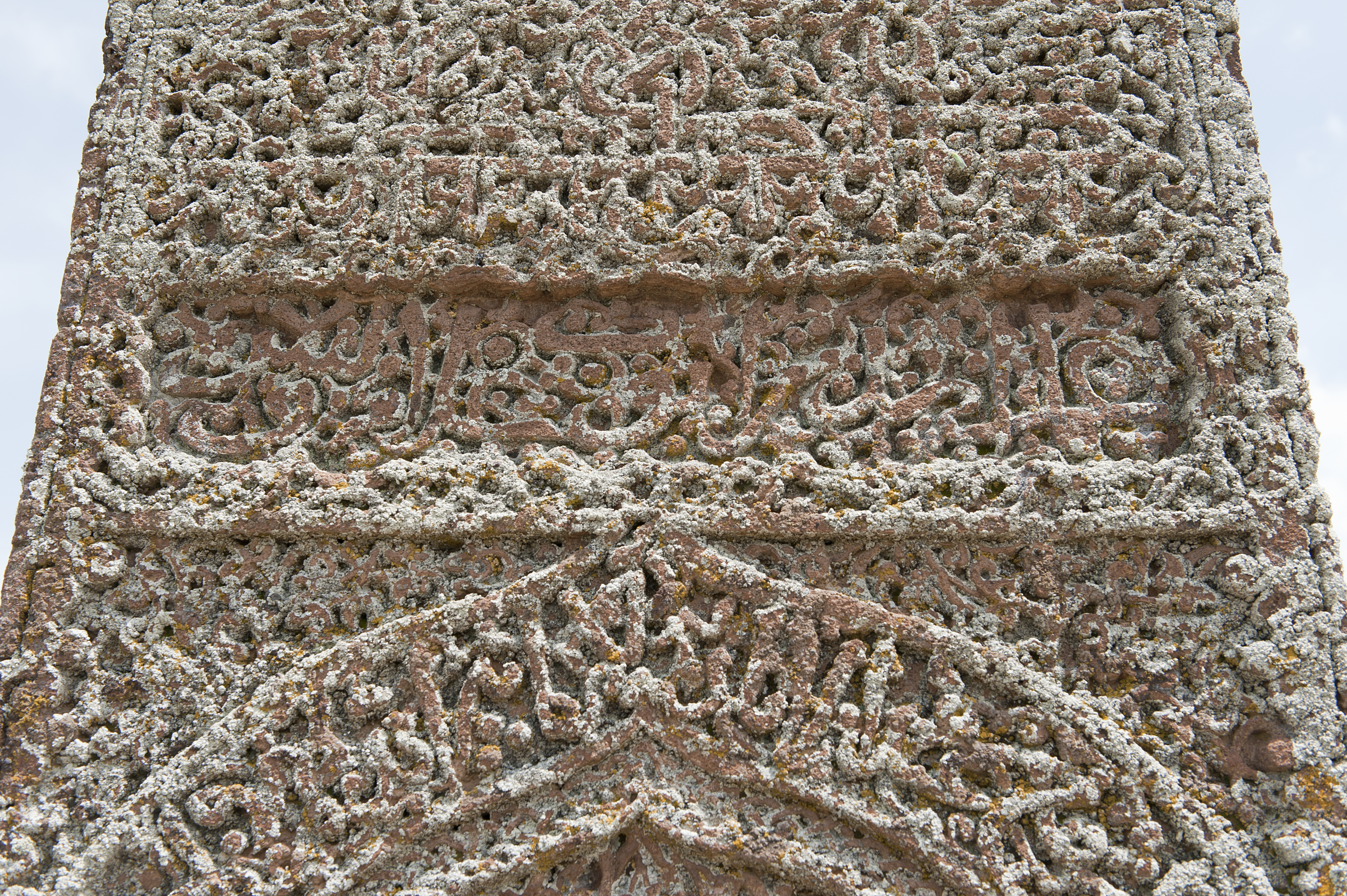
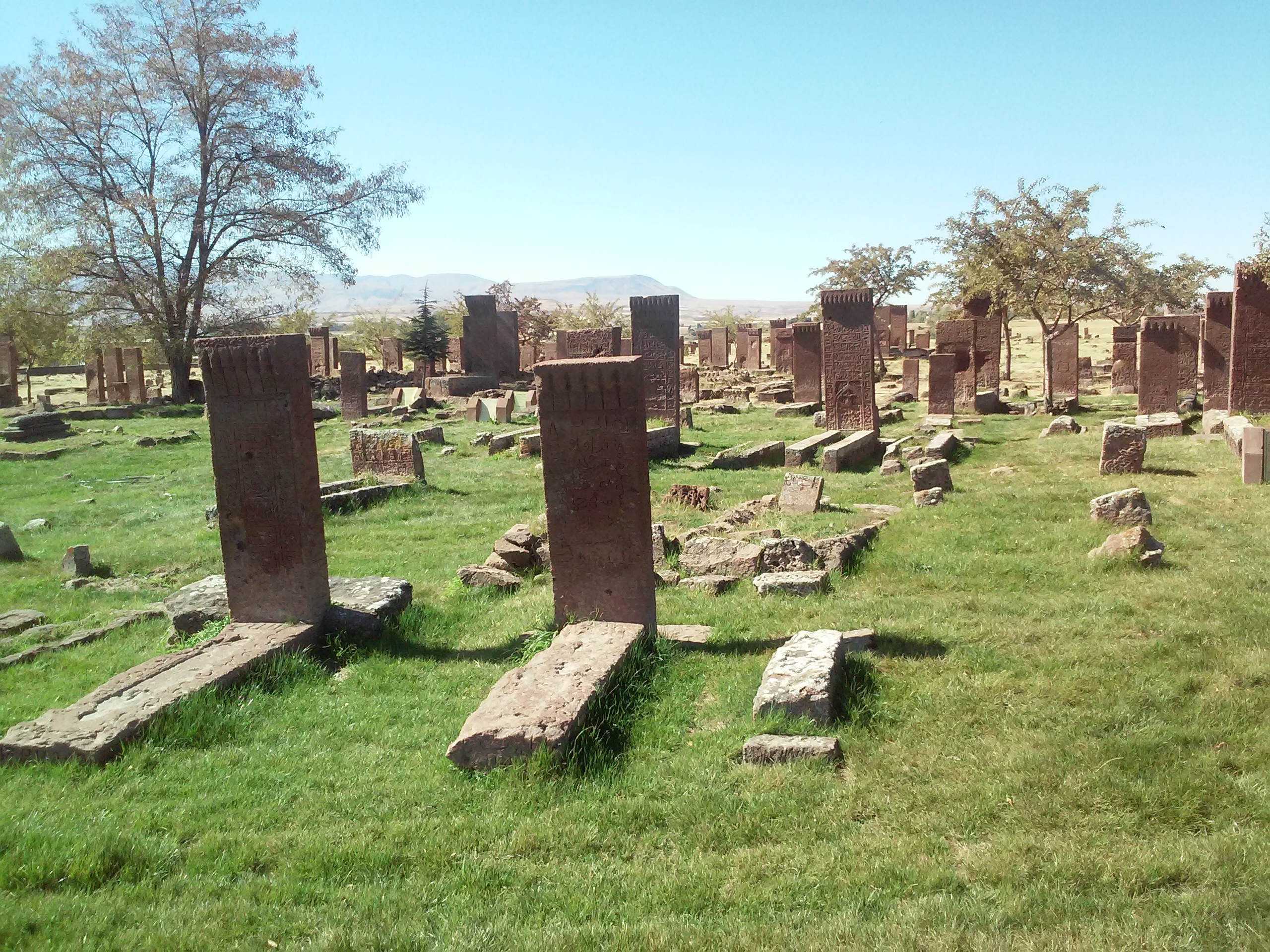
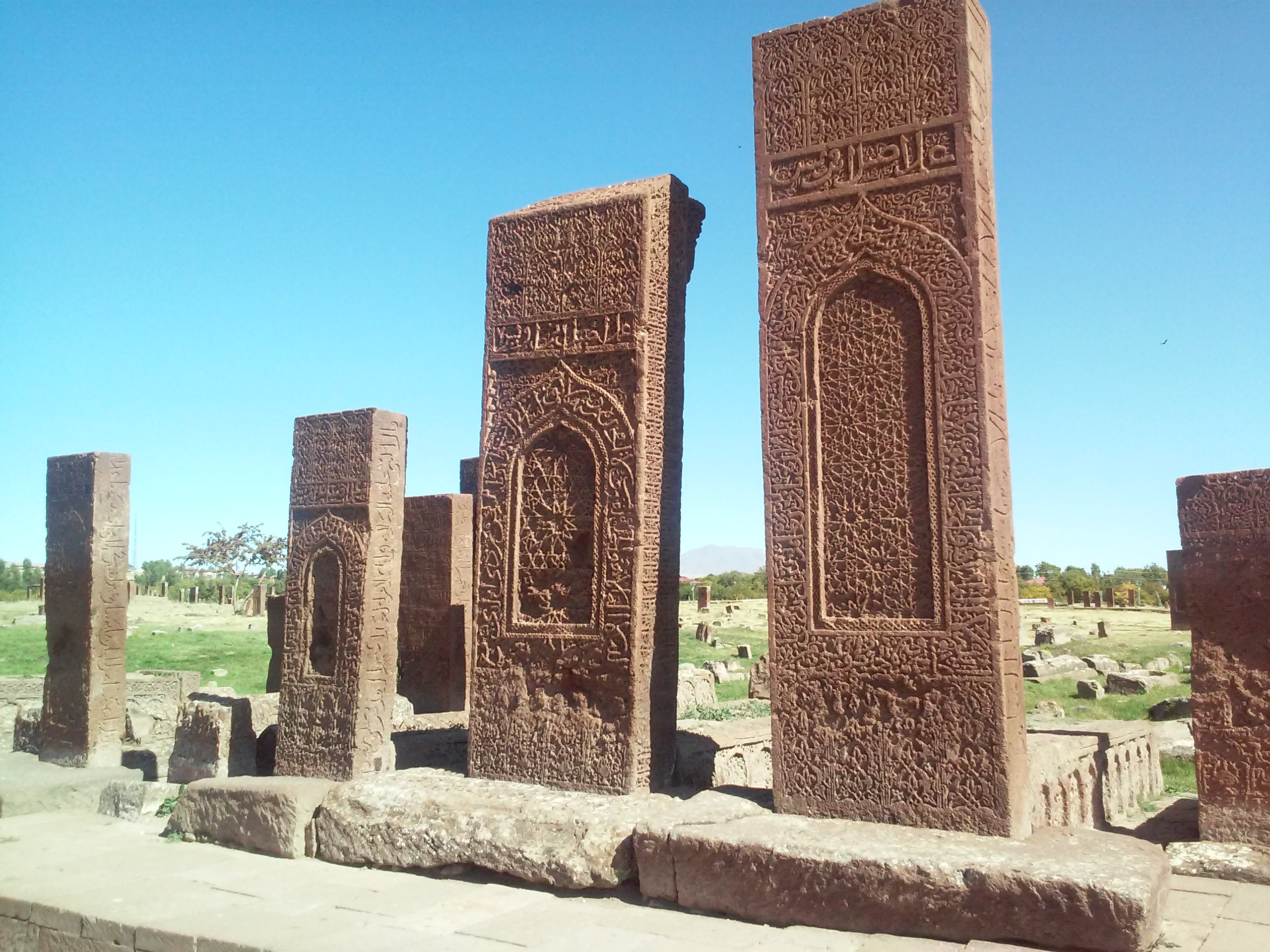
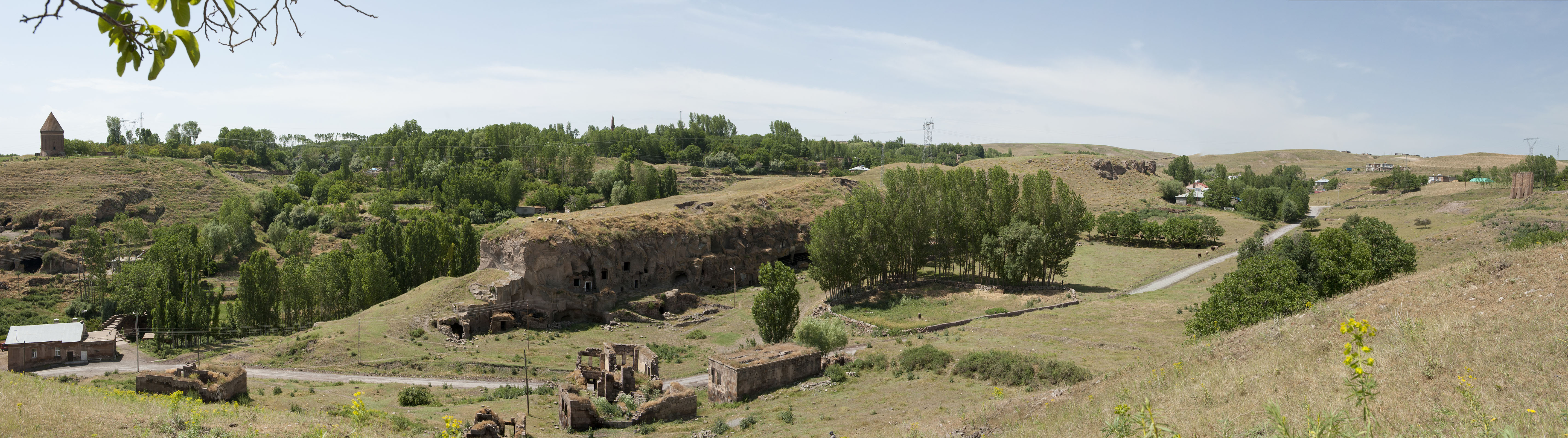
پانوراما از اخلاط